# Гольцов, Пётр Николаевич
Пётр Николаевич Гольцов (27 апреля 1912 года, с. Карелино Скопинского уезда Рязанской губернии — 27 апреля 1985 года, Москва) — советский конструктор приборов автоматики ядерных боеприпасов, лауреат Государственных премий.
Образование: Московский техникум электропромышленности им. Красина и три курса физико-математического факультета МГУ (1937).
В 1930—1932 гг. мастер на Московском электрозаводе им. Куйбышева.
В 1932—1985 гг. работал во ВНИИА, должности — от старшего техника до заместителя главного конструктора.
Кандидат технических наук.

## Награды
- Сталинская премия 1947 года за разработку новых конструкций авиационного стрелково-пушечного вооружения.
- Сталинская премия 1954 года за создание первой системы подрыва ядерных зарядов с внешним нейтронным источником.
- Ленинская премия 1960 года за разработку ядерных боеприпасов для первой баллистической ракеты Р-7.
- Ордена Красной Звезды (1945), «Знак Почёта» (1951), медали «За доблестный труд в Великой Отечественной войне 1941—1945 гг.», «В память 800-летия Москвы», «За доблестный труд. В ознаменование 100-летия со дня рождения В. И. Ленина», «Ветеран труда».